# 宇都宮貞綱
宇都宮貞綱（日语：／ Utsunomiya Sadatsuna，1266年—1316年8月13日）是日本鎌倉時代中期至末期武將，父親是鎌倉幕府御家人宇都宮氏第8代當主宇都宮景綱，母親是安達義景之女，他創立了興禪寺而為人所知，他拜領得宗北條氏鎌倉幕府第9代執權北條貞時的名諱，得名貞綱。

## 生涯
弘安4年（1281年），貞綱在弘安之役中，作為總大將奉第8代執權北條時宗之命率領山陽地方和山陰地方共6萬御家人前往九州，戰後領功，就任引付眾。
時宗死後，貞綱出仕於北條貞時，並且在嘉元3年（1305年）爆發的嘉元之亂，奉其之命誅殺了北條宗方。
正和元年（1312年），貞綱在母親的第13次死忌儀式中，捐獻了巨大的鐵佛塔，現藏於清巖寺內，為日本重要文化財產。
正和5年7月25日（1316年8月13日），貞綱死去，享年51歲，法名為蓮昇。